# Scolosaurus
Scolosaurus („ještěr se vztyčenými kůly“) byl rod vývojově primitivního ankylosauridního dinosaura, žijícího v období pozdní svrchní křídy (souvrství Dinosaur Park a souvrství Oldman) na území kanadské provincie Alberta a souvrství Two Medicine na území americké Montany.

## Popis
Žil v období geologického stupně kampán (asi před 76,5 miliony let). Jde tedy o jednoho z nejstarších známých ankylosauridů z území Severní Ameriky. Jediný známý druh S. cutleri byl popsán v roce 1928 maďarským paleontologem Franzem Nopcsou na základě exempláře NHMUK R.5161, vystaveného dnes v Přírodovědeckém muzeu v Londýně. Dlouhou dobu se předpokládalo, že tento rod je totožný s rodem Euoplocephalus nebo Oohkotokia, výzkum z roku 2013 ale ukazuje, že jde ve skutečnosti opravdu o samostatný rod ankylosaurida. V roce 2018 byl formálně popsán nový druh tohoto rodu, S. thronus.

## Rozměry
Tento mohutný "obrněný" dinosaurus dosahoval délky kolem 5,6 metru a hmotnosti zhruba 2200 kilogramů. Nejvyšší bod jeho hřbetu se nacházel zhruba 1,8 až 2 metry nad úrovní země.

## Zařazení
Scolosaurus je zřejmě blízkým příbuzným rodů Ziapelta, Ankylosaurus, Euoplocephalus, Anodontosaurus a Zuul.